# Sepedon nasuta
Sepedon nasuta är en tvåvingeart som först beskrevs av Verbeke 1950.  Sepedon nasuta ingår i släktet Sepedon och familjen kärrflugor. Inga underarter finns listade i Catalogue of Life.